# Maxime Janvier
Maxime Janvier (* 18. Oktober 1996 in Creil) ist ein französischer Tennisspieler.

## Karriere
Maxime Janvier war bereits als Junior erfolgreich und konnte erste Turniere gewinnen. 2013 nahm er an den French Open, den Wimbledon Championships
und den US Open teil, wobei er es nur bei den US Open in die zweite Runde schaffte. 2014 erhielt er erneut für die French Open eine Wildcard, scheiterte jedoch wie im Vorjahr in der ersten Runde. Seine beste Platzierung ist ein kombinierter 35. Rang aus dem Januar 2014.
Janvier spielte bereits 2013 erste Turniere auf der ITF Future Tour. Bereits ein Jahr später konnte er sowohl im Einzel als auch im Doppel dort seinen ersten Titel gewinnen. Im Einzel hat er bislang sechs und im Doppel fünf Titelerfolge feiern können. Auf der ATP Challenger Tour musste er etwas länger auf erste Erfolge warten. Bis Oktober 2016 kam er nie über das Achtelfinale hinaus. In Casablanca konnte er sich für das Hauptfeld qualifizieren und schaffte überraschend den Einzug ins Finale. Dort traf er auf den Griechen Stefanos Tsitsipas, der bereits eine Woche zuvor in einem Challenger-Finale gestanden hatte. Janvier ließ seinem Kontrahenten keine Chance, setzte sich klar mit 6:4, 6:0 durch und konnte seinen ersten Titel auf der Challenger Tour feiern. Im August 2017 erreichte er mit Platz 228 in der Weltrangliste seine beste Platzierung.

## Erfolge
| Legende (Anzahl der Siege)  |
| Grand Slam                  |
| ATP World Tour Finals       |
| ATP World Tour Masters 1000 |
| ATP World Tour 500          |
| ATP World Tour 250          |
| ATP Challenger Tour (2)     |

### Einzel

#### Turniersiege
| Nr. | Datum            | Turnier    | Belag | Finalgegner        | Ergebnis |
| --- | ---------------- | ---------- | ----- | ------------------ | -------- |
| 1.  | 15. Oktober 2016 | Casablanca | Sand  | Stefanos Tsitsipas | 6:4, 6:0 |

### Doppel

#### Turniersiege
| Nr. | Datum             | Turnier  | Belag | Partner      | Finalgegner                   | Ergebnis  |
| --- | ----------------- | -------- | ----- | ------------ | ----------------------------- | --------- |
| 1.  | 3. September 2022 | Toulouse | Sand  | Malek Jaziri | Théo Arribagé Titouan Droguet | 6:3, 7:65 |